# Lotus Elan
Ne doit pas être confondu avec Lotus Elan M100.

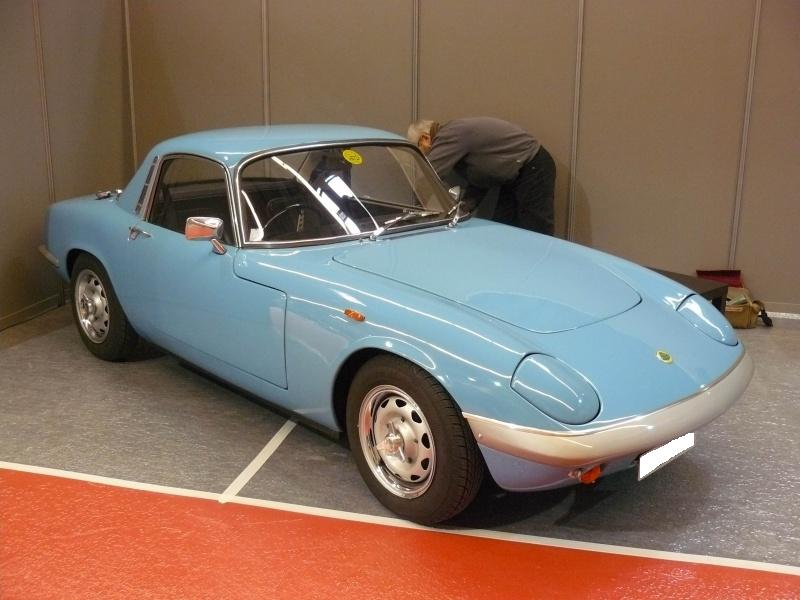
Lotus Elan Coupé

La Lotus Elan est une voiture de sport routière conçue au début des années 1960 et fabriquée de 1962 à 1973 par le constructeur Lotus. Elle exista en deux places coupé et cabriolet et quatre places (Elan+2). Une version de course 26R fut développée. 
L'Elan utilisait un moteur twin-cam de 1 558 cm3 dérivé d'une mécanique Ford mais fabriqué spécifiquement par Lotus. Elle ne doit pas être confondue avec la Lotus Elan M100 des années 1990 qui est une voiture totalement différente même si elle porte le même nom.

## Genèse

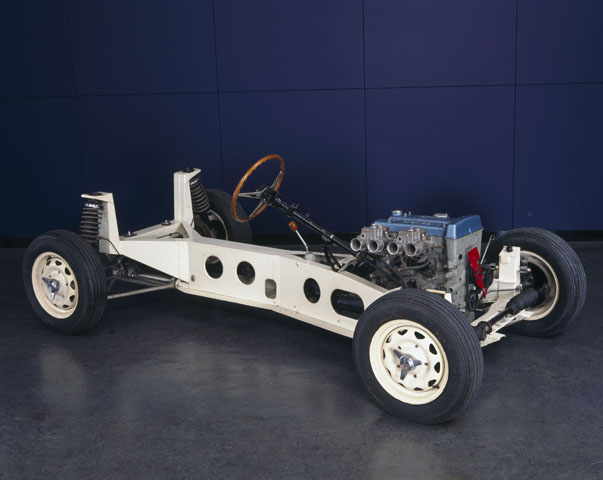
Châssis et moteur

Après le brillant succès technique de l'Elite (dont les déboires avaient cependant ruiné Lotus), Colin Chapman décida de construire une voiture plus conventionnelle. On envisagea d'abord le remplacement de la Seven, puis celui de l'Elite. La voiture devait donc être un cabriolet sportif confortable et bien équipé pour l'époque. Abandonnant la fameuse caisse porteuse en fibre de verre, on retint un châssis classique, poutre en acier. On étudia en parallèle la fameuse Lotus 25, une Formule 1 monocoque. Les solutions techniques devaient être simples et efficaces et des suspensions élaborées furent retenues :
- Triangles superposés à l'avant avec amortisseurs ;
- Triangles simple et MacPherson non-directif à l'arrière (technique portant le nom de son inventeur : Jambe Chapman) ;
- Freinage hydraulique avec 4 disques et étriers à deux pistons. Montés outboard à l'arrière. Des caractéristiques d'une voiture contemporaine !
- Transmission aux roues arrière via des arbres munis de rotoflex remplaçant les cardans habituels, technique issue de la compétition de l'époque.

Ron Hickman dessina une carrosserie en fibre de verre simple et élégante. Les phares étaient pivotants et actionnés par un ingénieux système pneumatique utilisant la dépression du collecteur d'admission (comme nos freinages actuels) et comme réserve de 'vide' la traverse creuse avant du châssis. Les pare-chocs étaient aussi en résine remplie de mousse polyester.

### Elan 1500 / Elan S1 type 26
C'est le modèle originel. Détail visible, les feux arrière sont des cônes colorés. Les toutes premières voitures furent livrées avec la version 1 499 cm3 du moteur twin-cam délivrant 100 ch. Elles furent améliorées en usine pour recevoir le 1 558 cm3 (cylindrée finale du twin-cam) et délivrant 105 ch.
Cette version était rustique mais très légère, pesant de l'ordre de 600 kg. Ses performances, comme sa tenue de route, étaient spectaculaires pour l'époque. Les défauts connus étaient un pont trop court (générant beaucoup de bruit moteur et limitant la vitesse de pointe) ainsi qu'un confort vraiment sommaire dans l'habitacle. À titre d'exemple, les vitres se montaient à la force des mains avec une palette accrochée à leur sommet. Le maniement de la capote était très complexe et celle-ci était peu étanche. Les freins étaient également un peu sous-dimensionnés.

### Elan S2 type 26
C'est la première version de série réelle. Elle ressemble beaucoup à la série 1 mais présente des améliorations ; tableau de bord complètement en bois, boite à gants fermant, isolation, etc. Mécanique de 1 558 cm3 sur tous les modèles. Les freins étaient améliorés.

### 26R

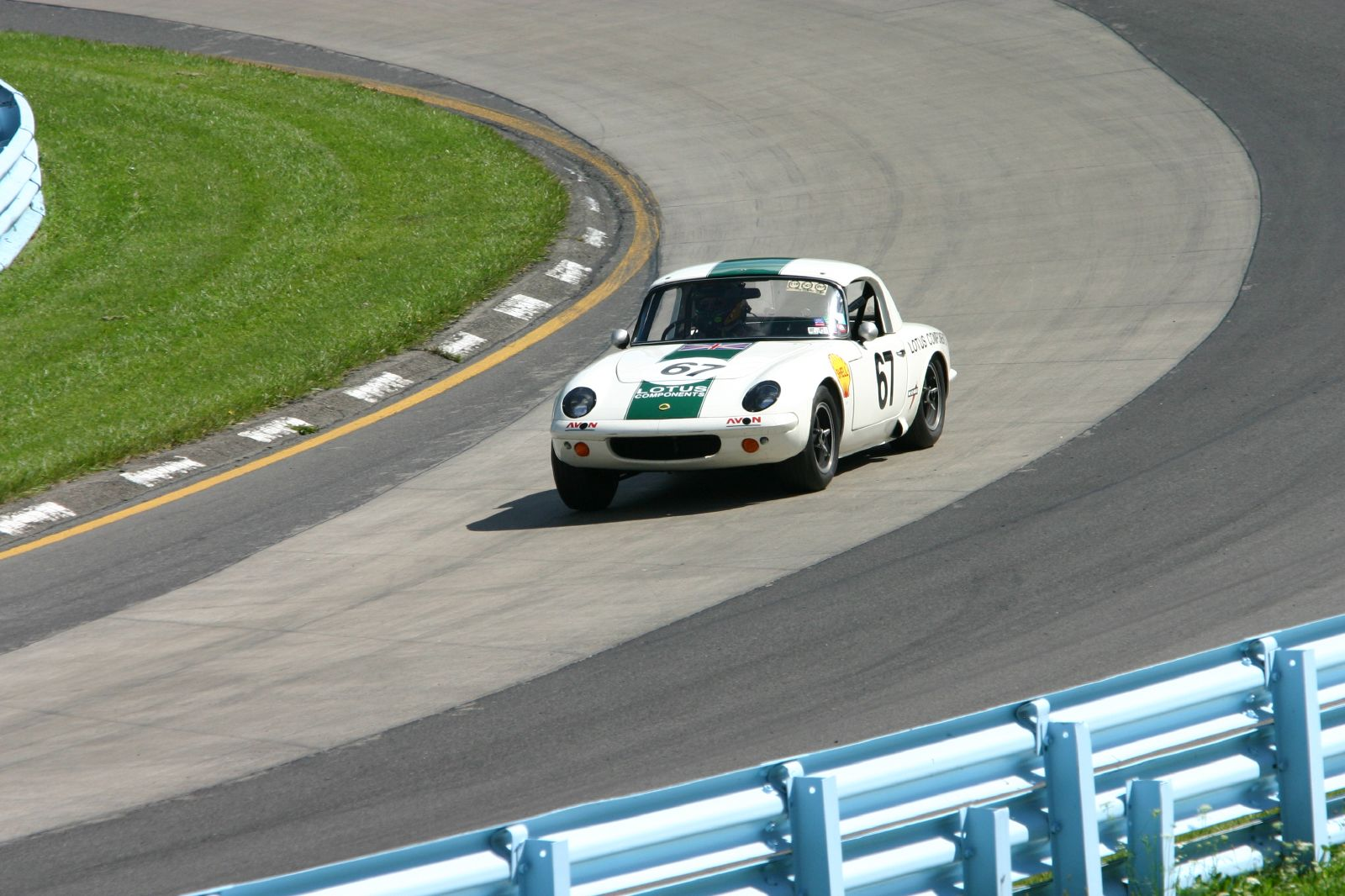
26R sur piste

Version de course extrapolée des S1 et S2, avec un châssis allégé et renforcé, une caisse allégée et une amélioration des liaisons avec le sol et des freins. Naturellement, la mécanique bénéficie d’une amélioration, avec des puissances de l’ordre de 150 ch.
Ces voitures ont été produites avec un hard-top et des phares carénés remplaçant les phares pivotants. Le système à dépression provoquait la descente des phares sur circuit quand le moteur est presque toujours à fond (la pression d'admission étant égale à la pression atmosphérique).

### Elan coupé type 36

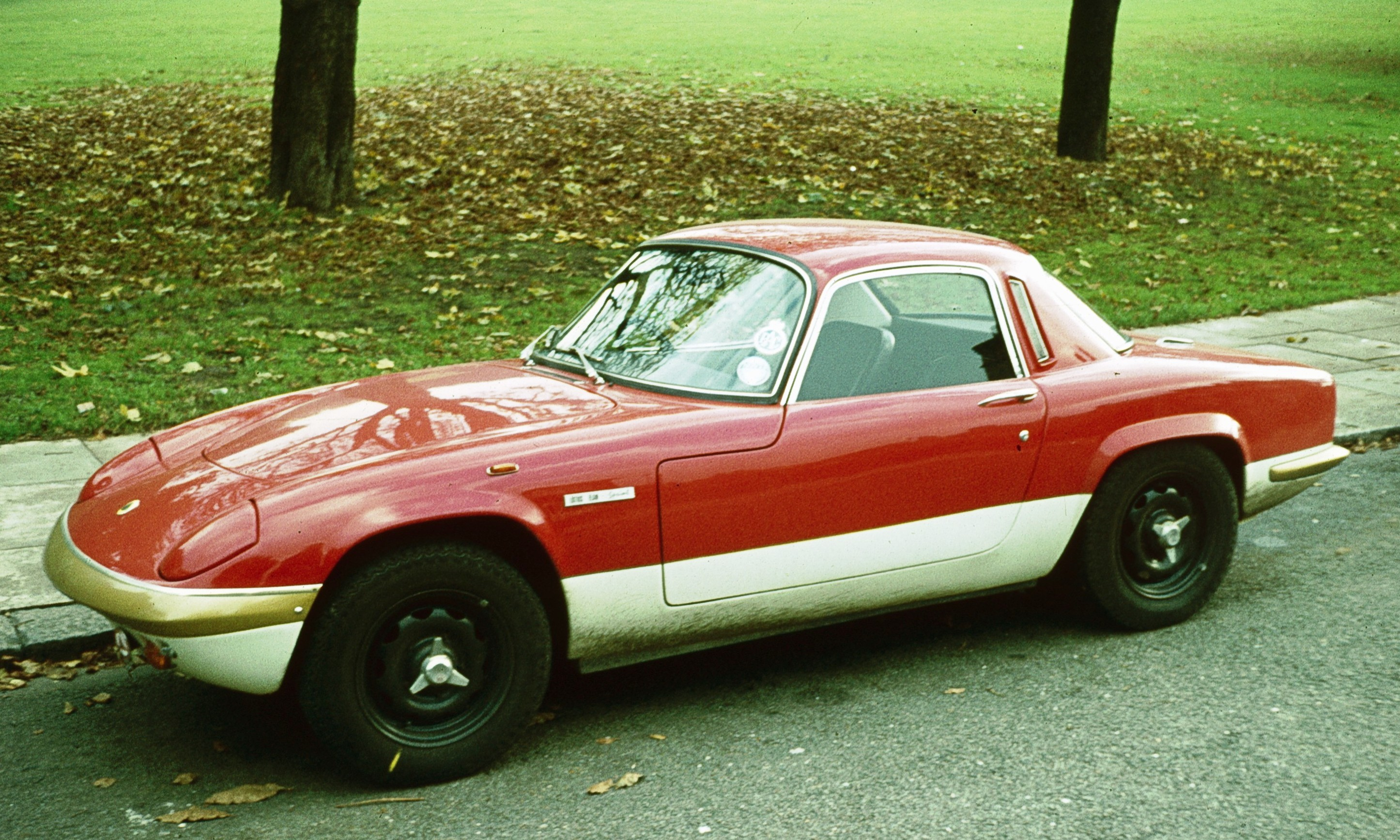
Lotus Elan Sprint Coupé

L'Elan type 36 était un coupé deux places élégant destiné à compléter la gamme. Le toit fixe diffère sensiblement des hard-tops alors disponibles pour les cabriolets. Le coupé fut produit en versions S2, S3, S4, puis Sprint, avec les caractéristiques techniques voisines du cabriolet de la série équivalente. Le coupé originel avait des éléments de confort améliorés par rapport au cabriolet S2 dont il dérivait. Ces éléments furent rapidement portés sur le cabriolet qui passa à la série 3. L'appellation du coupé est équivoque au début de la production, ce modèle étant à mi-chemin avec les cabriolets S2 et S3 à sa sortie.

### Elan S3, S4 et S4 Sprint, type 45
Évolution finale de l'Elan, la série 3 diffère de la série 2 par sa porte de malle qui s'allonge jusqu'à la plaque et par ses nouveaux feux arrière en amande. Les vitres de porte sont tenues par des arceaux et deviennent électriques.
Apparition d'une version SE comprenant des roues à serrage central, un moteur poussé à 115 ch et diverses améliorations de confort. En réalité, la S3 reprenait les éléments de confort du coupé apportés sur le cabriolet.
À partir de la série 4 apparaissent de nouveaux feux arrière carrés, des ailes élargies, des roues « taille basse » (155 x 13), une bosse sur le capot sur certains modèles en raison de nouveaux carburateurs plus hauts. Les poignées de portes extérieures sont plus massives et le tableau de bord reçoit des interrupteurs encastrés moins agressifs pour le pilote en cas de choc. Ils dérivent de la version SS (Super Safety) américaine. L'habillage des portières est aussi amélioré, mais l'Elan perd sa ligne originelle.
À partir de la fin 1969, les Elan S4 utilisait des  carburateurs Zenith-Stromberg CD175S à dépression à la place des traditionnels Weber DCOE40. Bien que similaires aux versions américaines dépolluées et moins puissantes, ces moteurs développaient la puissance des anciens moteurs Weber. Reste que ces carburateurs n'étaient pas aimés (bien que plus économiques) et Lotus reprit la fabrication de la culasse avec Weber et Dellorto à partir de 1971, perdant beaucoup d'argent dans l'opération. La bosse sur le capot ne disparut pas pour autant, bien qu'elle fût devenue inutile. La production semi-artisanale et les bricolages font que cette bosse est parfois présente sur des Elan ayant des carburateurs « plats ».
La version Sprint utilisait une évolution du moteur à grosses soupapes (« big valve ») développant 126 ch. Disparition de la bosse sur le capot (carburateurs plats) et peinture bicolore (bas blanc, dessus d'une autre couleur) avec une bande dorée marquée « Elan Sprint » sur la majorité des voitures en série. Les pare-chocs étaient également dorés et les jantes sombres. Quelques rares voitures dans les dernières semaines de production ont reçu une boîte de vitesses à cinq rapports alors que la totalité de la production d'Elan n'avait reçu que des boîtes à quatre rapports.

### Elan +2 type 50
Coupé 4 places luxueux utilisant un châssis et une mécanique dérivées de l'Elan S3. Lotus voulait capter le marché des (petites) familles voulant rouler sportif et luxueux. Ce sera le début de l'aventure de la marque dans le domaine des voitures de sport cossues comme l'Elite 75, l'Eclat et l'Excel et récemment l'Europa de 2006.
Le coupé +2 commença sa carrière avec le bloc Twin-cam SE de 115/118 ch mais il gagna le bloc 126 ch « big valve » des Elan Sprint dès qu'il fut disponible. L'appellation légèrement optimiste était alors Elan +2 S130. Les toutes dernières voitures reçurent de série la boîte Lotus à cinq rapports au lieu de la classique boîte Ford à quatre rapports. L'appellation était alors Elan +2 S130/5.

## Production
Les données de Lotus ont été détruites dans un incendie et le côté artisanal des débuts de la marque fait que les chiffres ne sont pas précis. Cependant, il est estimé que les chiffres sont :
- 2 050 Elan type 26 (1 500, Séries 1 et 2)
- 3 000 coupés type 36 (toutes séries)
- 4 000 cabriolets type 45 (Séries 3, 4 et Sprint)
- 5 168 coupés +2 type 50

Soit 14 218 voitures, ce qui est remarquable pour un constructeur semi-artisanal. Ce chiffre ne sera égalé que par la Lotus Elise.

## Télévision
Dans la série télévisée Chapeau melon et bottes de cuir, le personnage joué par Diana Rigg conduit une lotus Elan S2 claire (en noir et blanc) puis une S3 bleue. Dans certains épisodes de la série Le Prisonnier, le héros abandonnant sa célèbre Seven conduit occasionnellement une Elan S3.

## Épilogue
La Lotus Elan est une référence dans le domaine des voitures de sport légères, puissantes et relativement confortables. De plus, l'Elan présente des caractéristiques de tenue de route très correctes, même au modèle M100. Elle continue à parader dans la liste des voitures anciennes les plus désirables dans la presse spécialisée. Les collectionneurs anglais lui vouent un véritable culte.